# José Ricardo Figueroa
Jose Ricardo Figueroa (L'Avana, 10 gennaio 1991) è un pentatleta cubano.

## Biografia
Ha rappresentato la Cuba ai Giochi olimpici estivi di Rio de Janeiro 2016, dove si è piazzato al trentaduesimo posto nella gara maschile.
Ai Giochi panamericani di Lima 2019 ha vinto la medaglia d'argento nella staffetta mista, assieme alla connazionale Leydi Moya.

## Palmarès
- Giochi panamericani

Lima 2019: argento nella staffetta mista;